# Puertollano
Puertollano è un comune spagnolo di 50 035 abitanti (anno 2015) situato nella comunità autonoma di Castiglia-La Mancia. È una cittadina moderna al centro del bacino carbonifero del Campo de Calatrava. Si trova ad un'altitudine di 708 m in provincia di Ciudad Real, in una regione poco popolata, ai piedi delle sierre del centro-sud, con un clima continentale soggetto a forti variazioni termiche.

## Storia
Dai resti archeologici trovati nei pressi del rio Ojailen si può affermare che nella zona c'era una presenza umana nel Paleolitico. Il primo documento in cui compaia il nome di Puertollano è del 1245, in cui si fissavano i diritti e le proprietà sulle città e villaggi del Campo di Calatrava. Prima di tale data non esistono altri documenti scritti; si sono però trovati resti archeologici del periodo della dominazione romana per cui alcuni storici sostengono la tesi della fondazione della città da parte dei Romani e della derivazione del nome dal latino Portus Planus. Nessuna documentazione è presente riguardo alla presenza visigota, che pure era estesa a tutta la penisola iberica e a parte della Francia.
Anche per quanto concerne la dominazione araba non ci sono documentazioni della esistenza di un insediamento umano là dove ora si trova la città; d'altronde, questa zona si trovava al centro del territorio di lotte fra Musulmani e Cristiani e quindi in stato di perenne instabilità, pertanto è difficile che vi si potessero creare dei nuovi insediamenti. Con la sconfitta dei Mori ad opera dei Cristiani nel 1212 a Las Naves de Tolosa i contrasti cessarono, si ebbe una ripopolazione della zona ed è probabile che Puertollano sia nata proprio in quel periodo.

## Economia
A partire dal 1245 la popolazione si dedicò all'agricoltura e all'allevamento del bestiame, ma l'epidemia di peste nera che imperversò in Europa si abbatté sulla Spagna e Puertollano vide diminuire drasticamente il numero dei suoi abitanti.
Per registrare un certo miglioramento dell'economia locale occorre attendere i secoli XVII-XVIII col diffondersi dell'industria tessile, ma la vera nascita dell'industria si registrò nei secoli XIX e XX con lo sfruttamento del bacino carbonifero al cui centro si trova la città. Nacquero così industrie di dimensioni rilevanti anche nel settore petrolchimico con la creazione, nel 1942, di un grosso complesso tuttora funzionante. Nel 1925 Puertollano ebbe da Alfonso XII, re di Spagna, il titolo di città con i privilegi connessi; l'andamento demografico registrò poi un aumento costante in concomitanza con lo sviluppo dell'economia.
Puertollano è oggi una città industriale d'aspetto moderno.

## Monumenti e luoghi d'interesse
Fra gli edifici civili quelli più importanti ci sono: 
- il Museo Municipal del 1992;
- l'Auditorium Municipal del 1995 funzionale con la possibilità di essere usato in modo polivalente per conferenze, spettacoli teatrali, musicali, di danza e per concerti. La grande sala può ospitare fino a 1 118 persone comodamente sedute;
- la Casa de baňos, edificio del XIX secolo, oggi sede dell'ufficio turistico comunale.

Fra i monumenti religiosi sono interessanti:
- la chiesa dell'Assunzione, del XVI secolo, incendiata durante la guerra carlista nel 1839, restaurata nel 1855, nuovamente incendiata durante la guerra civile nel 1936 e ri-restaurata nel 1941. Oggi si può ammirare nella forma originaria;
- la chiesa di Santa Barbara, patrona dei minatori, del 1948;
- l'Ermita de la Soledad, profondamente ristrutturata e modificata nel 1999-2000;
- l'Ermita de la Virgen de Gracia, costruita nel 1489 per tenere fede a un voto fatto durante la peste. La Virgen de Gracia è la patrona della città e il giorno 8 settembre, a lei dedicato, è il giorno della principale festa della città, annunciata dal " tambor mayor" che gira strada per strada col suo tamburo. Essendo meta di pellegrinaggi, annesso alla chiesa si costruì un edificio per ospitare i pellegrini che giungevano da lontano, oggi utilizzati come sede di una scuola.

La città è inoltre caratterizzata da ampi spazi, con strade alberate come il Paseo de San Gregorio del XIX secolo, di fontane, del Monumento al minatore del 1983 e di quello alla miniera del 2000. Simbolo della città è la Fuente Agria di acqua minerale.